# Crassula fusca
Crassula fusca là một loài thực vật có hoa trong họ Crassulaceae. Loài này được Herre miêu tả khoa học đầu tiên năm 1953.